# السعيدة (ماوية)

تعديل مصدري - تعديل

السعيدة    هي إحدى قرى مديرية ماوية بمحافظة تعز اليمنية، بلغ تعداد سكانها 1243 نسمة حسب التعداد السكاني في اليمن في 2004.